# Syndroom van Leigh
Het syndroom van Leigh, ook bekend als de ziekte van Leigh, is een zeldzame neurologische afwijking, omschreven als subacute necrotiserende encefalopathie.
Het syndroom van Leigh is een ernstige energiestofwisselingsziekte. De hersencellen worden aangetast omdat ze niet genoeg energie krijgen. De belangrijkste energieconsumenten hierbij zijn de hersenen, het hart en de spieren.
Het syndroom van Leigh komt slechts bij ongeveer 1 op de 100.000 kinderen voor. De ziekte kan op elke leeftijd ontstaan, maar meestal ontstaan de eerste klachten tussen de eerste levensmaanden en de leeftijd van 2 jaar, al zijn er ook kinderen waarbij de ziekte op latere leeftijd is begonnen.

## Symptomen van de ziekte
- Groeiachterstand: het niet kunnen omrollen, zitten, staan, praten zoals leeftijdgenoten; de patiënt is veelal licht van gewicht, en blijft klein;
- Stijfheid van armen, benen en spieren; als gevolg van deze stijfheid gaat bewegen erg moeizaam en is op een gegeven moment niet meer mogelijk;
- Spierslapte: naast spierstijfheid kunnen kinderen met het syndroom van Leigh ook last hebben van spierslapte; ze kunnen hun hoofd moeilijk overeind houden en moeten goed worden vastgehouden wanneer ze worden opgetild;
- Overtollige bewegingen: de bewegingen zijn vaak niet vloeiend maar verlopen erg schokkerig. Ook kunnen patiënten maaiende of draaiende bewegingen maken; of gaan de armen, benen, romp of nek in een afwijkende houding staan (dystonie);
- Ademhalingsproblemen: kinderen met dit syndroom kunnen een typische ademhaling hebben, bijvoorbeeld periodes van een snelle ademhaling, of het niet of nauwelijks ademen (apneu);
- Epilepsie: kortdurende schokken van armen, benen of hoofd komen vaak voor;
- Problemen met eten: dit kan variëren van het verslikken tijdens het eten tot het niet kunnen eten van vast voedsel; sondevoeding (neussonde of pegsonde) is dan noodzakelijk;
- Prikkelbaarheid: patiënten raken snel geprikkeld, kunnen niet goed tegen drukte of harde geluiden, verplaatsingen, vreemde gezichten. Ze kunnen van slag raken door een overdosis aan stimulantia van de zenuwen);
- Slecht zien: dit kan variëren van scheelzien, tot ogen die niet naar een bepaalde kant toe kunnen draaien; ook totale blindheid komt voor;
- Doofheid: meestal gaat het gehoor steeds verder achteruit totdat de patiënt uiteindelijk doof wordt.

## Verergering bij koorts
Tijdens koorts en ziekte gaat de energiebehoefte van de lichaamscellen omhoog. De energievoorziening schiet dan nog meer tekort, zodat de klachten verergeren. Tijdens een periode van ziekte kan er een te hoge concentratie lactaat in het bloed opbouwen waardoor de nieren worden aangetast. Infecties aan onder andere keel en luchtwegen kunnen veelal behandeld worden met antibiotica; een lage dosis is soms al voldoende voor verbetering van de toestand en het voorkomen van infecties.

## Leeftijdsverwachting bij het syndroom van Leigh
De meeste kinderen komen te overlijden op jonge leeftijd (variërend van 3 tot 8 jaar, bij uitzondering is 18 jaar mogelijk gebleken). Bij kinderen waarbij de ziekte al op jonge leeftijd geconstateerd wordt, is het verloop van het ziekteproces sneller.

## Behandeling
Er zijn nog geen medicijnen tegen deze ziekte beschikbaar.
Ondersteuning wordt gegeven door de volgende instanties:
- Stichting MEE: bieden o.a. ouderbegeleiding, zijn wegwijzer in de sociale kaart, ondersteuning bij het invullen van formulieren, helpen bij het aanvragen van zorg (Zorg in Natura, Persoonsgebonden budget);
- Maatschappelijk werk